# Таганрогский рыбоперерабатывающий завод
Таганрогский рыбоперерабатывающий завод — рыбоперерабатывающий завод в городе Таганрог.

## История
Основой для создания предприятия стало рыбопромысловое кооперативное товарищество «Якорь», организованное в начале 1920-х годов.
25 августа 1930 года товарищество «Якорь» реорганизовано в Таганрогский рыбозавод НКРП. После реконструкции старых построек завод с годовой расчётной мощностью 100 тыс. центнеров был сдан в эксплуатацию в 1932 году. В период с 1932 по 1939 год штатная численность работников составляла около 1000 человек. Ассортимент завода на тот момент составляли: рыба свежемороженая, рыба солёно-пряная, рыба вяленая, балычные изделия, икра красной рыбы и частиковых пород, маринады и т. д. Завод располагал своим приёмотранспортным флотом.
В 1920-х — 1930-х годах в кооперации с рыбзаводом работала расположенная поблизости Таганрогская пуговичная фабрика, изготавливавшая пуговицы из раковин перловиц, двустворчатых моллюсков, обитающих в Азовском море. Также на этой пуговичной фабрике вырабатывали из чешуи рыб семейства карповых сырьё для производства кристаллического гуанина и жемчужного пата, востребованных косметологией.
К началу 1940-х годов рыбзавод имел 30 промысловых судов. Во время Великой Отечественной войны Таганрог оказался в оккупации и весь заводской флот был уничтожен.
В послевоенные годы восстановление завода велось на более совершенной технологической основе: построены новые цеха, внедрены прогрессивное оборудование и технология. Таганрогский рыбоперерабатывающий завод превратился в крупное предприятие рыбной промышленности. Поставку рыбы осуществляли рыбоколхозы, которые вели ловлю в Чёрном и Азовском морях. На побережье организованы периферийные пункты с холодильниками, коптильнями («Рожок», «Коса Долгая», «Беглицкая коса», Керченский цех и т. д.).
Все большие объёмы занимало производство консервов из рыбы местных пород (бычки, тюлька, килька, толстолобик), а также океанического сырья (треска, ставрида, скумбрия, икра минтая). Выпускался хлебец рыбный (двух сортов) и другие продукты..
В разные годы предприятие имело различный статус: Таганрогский рыбообрабатывающий филиал, рыбозавод, рыбокомбинат.
В декабре 1997 года произошла новая реорганизация, выделились отдельные акционерные общества:
- ОАО «Таганрогрыбпром» — занимался солёнием кильки и производством консервов (килька каспийская в томатном соусе, паштет «Волна»). Работало около 250 человек;
- ОАО «Торговый дом» — «Тагрыбторг» осуществлял торговую деятельность, снабжение столовых, магазинов и т. п. Работало около 40 чел[1].

Решением Арбитражного суда Ростовской области от 4 марта 2002 года ОАО «Таганрогрыбпром» было признано банкротом.
В начале 2000-х годов Таганрогский рыбоперерабатывающий завод прекратил своё существование.
В настоящий момент на территории бывшего Таганрогского рыбоперерабатывающего завода расположен Морской терминал ООО «ТАГМЕТ».

## Интересные факты
В декабре 1998 года к причальной стенке ОАО «Таганрогрыбпром» была пришвартована баржа № 1518 Саратовского речного транспортного предприятия, загруженная сульфатом аммония. В результате зимних штормов, колебания уровня воды и подвижки льда образовался крен баржи на левый борт, в трюмы попала вода, а часть удобрений попала в воды Таганрогского залива.